# Moabi
Moabi is een houtsoort afkomstig van Baillonella toxisperma (familie Sapotaceae). Deze komt voor in West- en Midden-Afrika, waaronder Congo, Congo-Brazzaville, Gabon, Kameroen en Guinee.
Moabi heeft bruinachtig roze tot donker bruinrood kernhout en rozegrijs spinthout. Het wordt gebruikt voor buitenschrijnwerk zoals ramen, deuren en gevelkleding en ook voor binnenschrijnwerk zoals parket, trappen en meubels. Ook als fineer wordt deze houtsoort aangewend. 